# 学校教育
学校教育（がっこうきょういく）とは、学校で行われる教授言語による教育。

## 概要
公教育（こうきょういく）と密接な関係がある。公教育とは、国家や地方自治体や学校法人が行う公的な性質をもつ教育のことで、学校を通じて行われるためである。
なお、教育そのものは、学校教育のほかにも社会教育や家庭教育などがあり、それぞれの教育が連携し合うことで教育の目的を達成していくことが理想と考えられている。

## 日本の学校教育
日本の教育において学校教育とは、狭義には、学校教育法の第1条に規定する学校（一条校）で行われるものを指す。具体的には、幼稚園、小学校、中学校、高等学校、大学などが代表的な学校であり、6歳から15歳までの時期（学齢期）が義務教育である。
ただし、狭義の学校教育（1条校）に該当しなくても、学校教育に類するとされる教育の場も現代の日本では重要な意味をもっている。特に専修学校や各種学校は、学校教育法第1条には規定されていないものの、学校教育法の中に規定があるため、学校教育として扱われている。
学校教育は、日本国憲法や教育基本法の精神に則って行われ、憲法や基本法を受けて学校教育法やそのほかの法令が制定されている。教育基本法第6条では、学校教育を行う学校を「公の性質をもつ」と規定している。例えば、学校教育法で、中等教育学校における教育については、次に掲げる目標の達成に努めなければならないとされている。
1. 国家及び社会の有為な形成者として必要な資質を養うこと。
2. 社会において果たさなければならない使命の自覚に基づき、個性に応じて将来の進路を決定させ、一般的な教養を高め、専門的な技能に習熟させること。
3. 社会について、広く深い理解と健全な批判力を養い、個性の確立に努めること。

### 学校教育の段階・内容
日本における学校教育は、おおむね次の教育段階から成立している。
1. 就学前教育
2. 初等教育
3. 前期中等教育
4. 後期中等教育
5. 高等教育

また、教育内容については、次のものがあり、それぞれの段階で行われている。
1. 普通教育（初等教育～中等教育）
2. 一般教育（高等教育）
3. 専門教育（中等教育～高等教育）
4. 特別支援教育

### 幼保一元化
保育所は児童福祉法に基づく児童福祉施設であり、学校教育法に基づく教育施設の幼稚園とは位置付けが異なる。しかし近年、「幼保一体化」（あるいは幼保一元化）の流れがあり、2002年（平成14年）12月の構造改革特別区域法の成立により特区の申請が認められれば、保育所・幼稚園一体化施設の建設が可能となった。例えば群馬県の旧六合村(現中之条町)は2003年（平成15年）に「幼保一体化特別区域」と認定され、幼保一体化施設を開園している。

### 大学校と学校教育
農業大学校は農業改良助長法に基づく農業者研修教育施設であり、学校教育とは異なる位置付けであるが、近年、多くの施設が専修学校専門課程の認定を受けたことにより、該当する施設は専修学校と位置付けされている。
一般に、大学校と称する施設に一定の位置付けはなく、学校教育法には大学校の規定がない。しかし「○○大学校」と称する専修学校が多く存在し、これらは学校教育と位置付けされる。
また省庁大学校の中には、大学の学部または大学院に相当する教育を行うものと、独立行政法人大学改革支援・学位授与機構が認定した施設があり、これらの施設を卒業または修了すると、学士、修士、または博士の学位授与を受けることができる。

### 学校教育と職業訓練
職業能力開発促進法に基づく公共職業能力開発施設は、学校教育ではなく職業訓練のための施設であり、学校とは全く異なる性格のものであると位置付けられている。公共職業能力開発施設が学校教育と明確に区別されるようになったのは、以下のような経緯があったからである。
1990年代終わりの不況と18歳人口減少は専修学校の学生確保を困難とし、さらに、1997年（平成9年）には職業能力開発促進法が改正されて新たな公共職業能力開発施設として職業能力開発大学校を、国が設置できるようになったことが、さらに問題を大きくした。
そこで全国専修学校各種学校総連合会は、『公共職業能力開発施設と専修学校等の学校教育との重複は官による民業の圧迫。役割分担を明確にすべき』と主張し、文部省、労働省、議員連盟に強い働きかけを行った結果、1998年（平成10年）に文部省と労働省は、学校教育と職業訓練は重複を避けるとの合意を公表するに至った。さらに同年に文部省は各都道府県教育委員会に対して、「職業能力開発大学校、職業能力開発短期大学校、職業能力開発校等の職業能力開発施設は、労働省所管の職業能力開発促進法に基づく訓練施設であり、学校教育法に基づく「学校」とは、全く異なる性格の施設である。（中略）生徒が職業能力開発施設と学校とを混同することのないよう御配慮願いたい。」と通知している。

## 各国の学校教育
世界の各国では、独自に学校教育が行われており、その性質はさまざまである。また、学校教育は、それぞれの国の法令に基づくことが多い。

### アメリカ合衆国
アメリカ合衆国では、州ごとに学校制度が異なる。しかしながらその多様性を背景に、さまざまな形態の学校が認められており、柔軟な選択が可能だと考えられる。
大学進学の条件は大学によってその審査や要求が異なり、多くの場合は高校在学時の成績評価や、統一試験であるSAT（Scholastic Aptitude TestsもしくはScholastic Achievement Tests）の点数を考慮し、入学の是非を決定する。なお、大学によってはボランティア活動、小論文などの審査を実施するところもある。

### ドイツ連邦共和国
ドイツ連邦共和国においては、中等教育以降、職業人向けと高等教育向けの学校が厳格に分けられている。しかし進路変更は比較的柔軟に可能である。大学に入学するにはアビトゥア資格を得る必要がある。
教育を受ける機会の平等を掲げ、大学教育までの一切を国費でまかなってきたが、近年、留年する大学生の増加を背景に制度改革が叫ばれている。

### イギリス
イギリスでは、地域や公立・私立によって制度が異なる。ただし、イングランドとウェールズは、ウェールズ語の必修を除いて同じである。

#### イングランド
5歳から16歳までの11年間が義務教育である。ただし、近年就学前の児童を受け入れる小学校もある。最終学年でGCSEを受験、その後の進路が決まる。
- 公立学校 - 初等学校（5歳～11歳）＋中等学校（11歳～18歳）
  - 義務教育は中等学校5年生まで。

- 私立学校 - 幼稚園（5歳～7歳）＋初等学校（7歳～13歳）＋中等学校（13歳～18歳）
  - 私立の場合、幼稚園（初等学校併設）へは2歳ごろから受け入れを行っている。

- GSCE --- Ordinary Levelが必修（義務教育修了レベル）
  - 大学進学にはさらに2年間（16歳～18歳）の在籍と一般教育修了上級レベルが必要である。科目は多岐にわたり、その中から数科目を選択して履修する。

#### スコットランド
5歳から16歳までの11年間が義務教育であるが、学校制度が異なる。
- 小学校（5歳～12歳）＋中等教育学校（12歳～18歳）
  - 義務教育は中等教育学校4年生までであり、この学年修了時に修了試験を受験する。

### 大韓民国 （韓国）
義務教育は小学校（6歳～12歳）＋中学校（12歳～15歳）であるが、事実上国民のほとんどが高等学校（15歳～18歳）まで進学する。大学入学に際し、大学修学能力評価試験を受験しなければならない。